# Poecilolycia currani
Poecilolycia currani är en tvåvingeart som först beskrevs av Shewell 1938.  Poecilolycia currani ingår i släktet Poecilolycia och familjen lövflugor. Inga underarter finns listade i Catalogue of Life.